# Heligmonevra
Heligmonevra is een vliegengeslacht uit de familie van de roofvliegen (Asilidae).

## Soorten
- H. africana (Ricardo, 1925)
- H. albiseta Martin, 1964
- H. anamalaiensis Joseph & Parui, 1980
- H. andamenensis Joseph & Parui, 1980
- H. assamensis Joseph & Parui, 1987
- H. astricta Martin, 1964
- H. bengalensis Joseph & Parui, 1986
- H. bigoti Joseph & Parui, 1984
- H. calceoIaria Scarbrough & Duncan, 2004
- H. chaetoprocta Hull, 1962
- H. cheriani Joseph & Parui, 1980
- H. debilis (Walker, 1857)
- H. didymoides (Walker, 1864)
- H. divaricata Oldroyd, 1972
- H. dravidica Joseph & Parui, 1980
- H. elaphra Oldroyd, 1972
- H. flagrans (Walker, 1857)
- H. flavida Martin, 1964
- H. forcipatus (Meijere, 1915)
- H. frommeri Joseph & Parui, 1980
- H. genitalis (Edwards, 1919)
- H. gracilis Martin, 1964
- H. himalayana Joseph & Parui, 1987
- H. incisuralis Joseph & Parui, 1986
- H. insularis Engel, 1927
- H. kumaunensis Joseph & Parui, 1980
- H. ladakhensis Joseph & Parui, 1987
- H. laevis (Walker, 1861)
- H. lata Martin, 1964
- H. lavignei Joseph & Parui, 1980
- H. litoralis (Lindner, 1955)
- H. macula Martin, 1964
- H. madagascarensis (Bromley, 1942)

- H. mediana Bromley, 1931
- H. mehtai Joseph & Parui, 1993
- H. miniata Oldroyd, 1960
- H. modesta Bigot, 1858
- H. nigra Martin, 1964
- H. nigrifascia Martin, 1964
- H. nigrostriata Engel, 1930
- H. nuda Bezzi, 1906
- H. occidentalis (Ricardo, 1925)
- H. ornata Lindner, 1955
- H. poonmudiensis Joseph & Parui, 1980
- H. pulcher (Ricardo, 1919)
- H. pygmaea Oldroyd, 1972
- H. ricardoi Joseph & Parui, 1980
- H. rodhaini Oldroyd, 1970
- H. rubripes (Ricardo, 1922)
- H. rufipes (Meijere, 1913)
- H. russea Martin, 1964
- H. seminuda Oldroyd, 1972
- H. shimogaensis Joseph & Parui, 1980
- H. spreta (Wulp, 1898)
- H. sula Oldroyd, 1972
- H. tenuicornis (Walker, 1860)
- H. trifurca Shi, 1992
- H. trisignata Ricardo, 1922
- H. tsacasi Joseph & Parui, 1986
- H. yenpingensis (Bromley, 1928)